# Resonador
Un resonador es cualquier  dispositivo o sistema que es capaz de entrar en resonancia o que tiene la capacidad de comportarse de manera resonante, lo cual quiere decir que oscila a unas determinadas frecuencias con una amplitud más grande que en otras frecuencias. Sin embargo, habitualmente el término se utiliza para referirse a los objetos físicos que oscilan a una determinada frecuencia debido a que sus dimensiones son una integral múltiple de la longitud de onda de aquellas frecuencias. Las oscilaciones u ondas de un resonador pueden ser electromagnéticas o mecánicas. Los resonadores se utilizan tanto para generar ondas de frecuencias determinadas como para seleccionar frecuencias específicas de una señal. Los instrumentos musicales utilizan resonadores acústicos que producen ondas sonoras de tonos específicos.
Una cavidad resonante de un resonador electromagnético, es un dispositivo formado por un cierto espacio limitado por superficies dieléctricas, que emplea la resonancia para seleccionar determinadas frecuencias del conjunto de ondas electromagnéticas que lo atraviesan. Las cavidades resonantes acústicas, en las que los sonidos se producen por el aire que vibra en una cavidad con una apertura, suelen recibir el nombre de resonadores de Helmholtz.

## Resonador electromagnético
Un resonador de parámetros distribuidos de un circuito tipo tiene capacitancia, inductancia y resistencia que pueden ser aisladas en un conjunto de condensadores, inductores y resistores. El factor temporal de propagación de la energía de la onda al circuito es apreciable. Los resonadores pueden ser de tipo dieléctrico o magnético. Un conductor vacío que utiliza la resonancia para amplificar una onda electromagnética recibe el nombre de cavidad resonante. En el contexto de los componentes electrónicos, un resonador puede referirse a un resonador cerámico, un componente que se usa para producir una oscilación a una frecuencia específica; su empleo principal es la de señal de reloj para los circuitos digitales. Una bobina de una sola capa o solenoide que se utiliza como bobinado secundario o terciario de una bobina de Tesla, también recibe el nombre de resonador.

### Cavidades resonantes
La cavidad presenta una superficie interior que refleja las ondas de una frecuencia específica, cuando la onda que es resonante con la cavidad entra, rebota con pequeñas pérdidas (véase onda estacionaria). Cuanta más energía en forma de ondas entra a la cavidad, más se recombina y refuerza con las ondas que ya están dentro, incrementando su intensidad.

#### Ejemplos
Algunos ejemplos de cavidades resonantes son: el tubo de una flauta, la caja de un violín (que sería un ejemplo de Resonancia de Helmholtz) o un magnetrón de un horno microondas (véase klistrón).
La cavidad de un magnetrón es un tubo de vacío con un filamento en el centro de una cámara circular y lobulada vacía. Hay un campo magnético perpendicular creado por un imán permanente que provoca que los electrones, que son atraídos por la parte contraria de la cámara (relativamente positiva), sigan un camino en espiral en vez de ir directamente hacia el ánodo. Espaciadas en torno a la cámara hay una serie de cavidades cilíndricas que son abiertas y por lo tanto comunicadas con la cavidad común. Cuando los electrones pasan por estas aperturas, inducen un campo resonante de alta frecuencia en la cavidad, que a su vez hace que los electrones se agrupen. Una parte de este campo se extrae con una antena corta que está conectada a una guía de ondas (un tubo de metal, normalmente de sección rectangular). La guía de ondas dirige la energía de radiofrecuencia hacia el dispositivo donde se utilizará, que podría ser la cámara de cocción de un horno microondas claramente o a la antena de un radar.
En un láser, la luz es amplificada en una cavidad resonante que está compuesta habitualmente por dos o más espejos. Así, tenemos una cavidad óptica resonante que refleja en sus paredes las ondas electromagnéticas (la luz en este caso). Esto permite que haya ondas estacionarias con poca pérdida fuera de la cavidad.